# Nagyhalász
Nagyhalász is een plaats (város) en gemeente in het Hongaarse comitaat Szabolcs-Szatmár-Bereg, gelegen in het district Ibrány. Het telt 5897 inwoners (2005).

## Geschiedenis
De nederzetting verscheen in schriftelijke bronnen in het midden van de 13e eeuw.